# Abendländisches Schisma

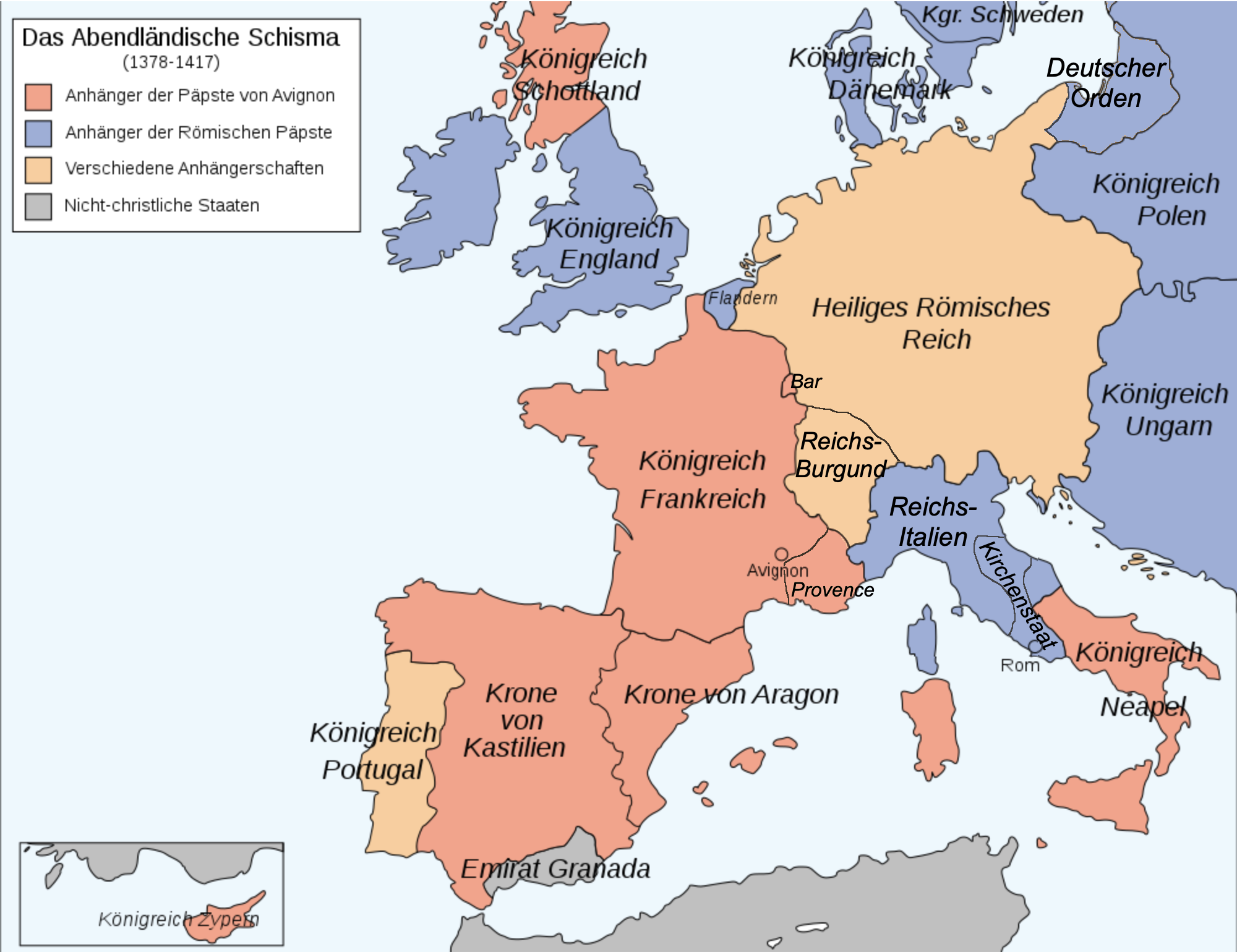
Das Abendländische Schisma

Das Abendländische Schisma, auch als Großes Schisma oder Großes Abendländisches Schisma bezeichnet, war eine zeitweilige Glaubensspaltung innerhalb der lateinischen Kirche mit konkurrierenden Papstansprüchen in Rom und Avignon von 1378 bis 1417. Die Spaltung ist nicht zu verwechseln mit dem Morgenländischen Schisma, das zur dauerhaften Trennung der orthodoxen und der katholischen Kirche führte. Im Gegensatz zu anderen Verwerfungen, zum Beispiel dem Schisma in der Zeit Friedrichs I., entstand dieses Schisma nicht durch Einflussnahme eines weltlichen Herrschers, sondern innerhalb der Kirche selbst. Es war hauptsächlich ein Problem zwischen Frankreich und Italien, wirkte sich aber auf das gesamte Abendland aus.
Zur Vorgeschichte des späteren Schismas gehört das Avignonesische Papsttum von 1309 bis 1376, während dessen die Papstresidenz von Rom ins französische Avignon verlegt war. Das Schisma ereignete sich kurz nachdem Papst Gregor XI. im Jahre 1376 seine Residenz von Avignon nach Rom verlegt hatte und damit die Zeit des Avignonesischen Papsttums zu Ende gegangen war. Sein unter kontroversen Umständen 1378 gewählter Nachfolger Urban VI. erweiterte das französisch dominierte sechzehnköpfige Kardinalskollegium um 29 neue Kardinäle, was die bisherigen ablehnten. Sie erklärten Urban für unfähig und wählten in Avignon den Franzosen Clemens VII. zum Gegenpapst, womit das Schisma vollzogen war.
Da sich lange weder eine Abdankung noch ein Schiedsgericht durchsetzen ließ, wurde 1409 das Konzil von Pisa einberufen, welches die inzwischen gewählten Nachfolger Benedikt XIII. (Avignon) und Gregor XII. (Rom) für abgesetzt erklärte und Alexander V. als neuen Papst einsetzte. Mangels Akzeptanz durch die bestehenden Päpste gab es nun aber drei konkurrierende Amtsinhaber statt nur zweier. Erst das Konzil von Konstanz (1414–1418) und die Vermittlung König Sigismunds konnten die Spaltung endgültig überwinden. Mit der Absetzung der amtierenden Päpste und der anerkannten Wahl von Papst Martin V. am 11. November 1417 endete das Schisma.

## Entstehung
Zwischen dem Papsttum und dem aufstrebenden Königtum in Frankreich hatte im 13. Jahrhundert ein starker Gegensatz bestanden, der unter dem Pontifikat Bonifaz’ VIII. (1294–1303) einen Höhepunkt erreicht hatte. Im Jahr 1305 wählte das französisch dominierte Kardinalskollegium den Erzbischof von Bordeaux zum Papst Clemens V. Dieser ließ sich nicht nur – was damals nicht ungewöhnlich war – außerhalb Roms krönen, sondern residierte dauerhaft in Frankreich. Seit 1309 wurde Avignon zur bevorzugten Papstresidenz. Das bedeutete nach dem Höhepunkt im 13. Jahrhundert eine Abkehr vom päpstlichen Universalismus, denn während der Papst in Rom und dem Kirchenstaat einigermaßen autonom war, besaß er um Avignon herum nur wenige Ländereien, die zudem vollständig vom französischen Staatsgebiet umschlossen waren. Das Papsttum geriet somit in Abhängigkeit zur französischen Krone, was sich etwa in der Frage des Templerordens als fatal erweisen sollte. Die Päpste verloren ihre überparteiliche Autorität.
Die Nachfolger Clemens’ V. bauten Avignon indes weiter zur Papstresidenz aus, was auf ein dauerhaftes Verbleiben des römischen Bischofs fern seiner Bischofsstadt Rom hindeutete. Wegen des eintretenden Autoritätsverlusts und der damit verbundenen politischen Probleme wurde diese Politik schon damals von Intellektuellen wie beispielsweise Francesco Petrarca kritisiert („Exil von Avignon“).
Im Jahr 1376 entschloss sich der mittlerweile regierende Papst Gregor XI., dem Druck nachzugeben und nach Rom zurückzukehren. Wesentlich trugen dazu zwei später heiliggesprochene Frauen bei – Katharina von Siena (eine der vier anerkannten Kirchenlehrerinnen) und die heilige Birgitta von Schweden. Als Gregor 1378 starb, fürchteten die Römer aber, auch der neue Papst könne seinen Sitz in Avignon nehmen, denn an der französischen Dominanz im 16-köpfigen Kardinalskollegium hatte sich nichts geändert. Entsprechend chaotisch verlief die Papstwahl. Schon am Tag vorher fielen Bewaffnete in den Konklavebereich ein und forderten die Wahl eines Römers zum Papst. Die Kardinäle einigten sich dann am 8. April 1378 zwar nicht auf einen Römer, aber immerhin auf einen Italiener: den Erzbischof von Bari namens Bartolomeo Prignano. Doch weil das Konklave am Wahltag erneut von römischen Bürgern gestürmt worden war, schob man für kurze Zeit – um sich zu retten – den Seniorkardinal Tebaldeschi als angeblich neu gewählten Papst vor. Erst einen Tag später wurde dann die Wahl Bartolomeo Prignanos bekannt gegeben, der sich Urban VI. nannte. Die Wirren des Konklaves boten den Kardinälen später die Möglichkeit, das Wahlergebnis öffentlich anzufechten.

## Pontifikat Urbans VI.
Urban VI. erwies sich bald als sehr autokratisch und rigoristisch, auch gegenüber seinem Senat, den Kardinälen und der Kurie. Insbesondere die elf französischen Kardinäle und der Spanier Peter von Luna, der spätere Gegenpapst, rückten daher bald wieder von ihm ab. Sie monierten, dass die Wahl unter Zwang stattgefunden und der Gewählte sich zudem als unfähig (incapax) und geisteskrank erwiesen habe. Im August 1378 erklärten sie ihn daher für abgesetzt.
Urban VI. ernannte daraufhin 29 neue Kardinäle, wodurch das Kollegium erheblich vergrößert wurde. Dagegen protestierten nun auch die drei an der Kurie verbliebenen italienischen Kardinäle – Tebaldeschi war inzwischen gestorben –, denn üblicherweise entschieden Papst und Kardinäle gemeinsam über die Ernennung neuer Kardinäle. An einer Ausweitung des Kreises konnten die Kardinäle jedoch kein Interesse haben, weil die Einkünfte des Kollegiums dann auf mehr Köpfe hätten verteilt werden müssen.
Daher verließen die protestierenden Kardinäle den päpstlichen Hof und schlossen sich wieder mit den Franzosen zusammen. Am 20. September 1378 wählten sie in Fondi Robert von Genf zum Papst Clemens VII. Damit war das Schisma besiegelt: Zwei Päpste konkurrierten um den Anspruch, der wahre Inhaber der kirchlichen Höchstgewalt zu sein. Jedoch unterschied sich die Kirchenspaltung fundamental von früheren Fällen, denn in diesen waren es meist Könige und Kaiser gewesen, die im Streit mit dem Papst willfährige Gegenpäpste eingesetzt hatten; das Abendländische Schisma dagegen war in der Mitte der Kirche entstanden. Zugleich war es ein revolutionärer Akt, dass sich das Kardinalskollegium selbst die Kompetenz zusprach, einen Papst abzusetzen und einen Nachfolger zu wählen.
Die historische Bewertung der Ereignisse gestaltet sich schwierig. Den Kardinälen konnten durchaus nationale und egoistische Motive für die Doppelwahl unterstellt werden. Andererseits war kirchenrechtlich gesehen schon damals klar, dass die Wahl eines Geisteskranken zum Papst nicht gültig sein konnte. Diese Einschätzung aber wurde nicht bloß von den Kardinälen getroffen, sondern auch von Hofbeamten und Anhängern Urbans VI. geteilt. Zudem war die Begründung, die Wahl sei unter Zwang erfolgt, ebenfalls nicht aus der Luft gegriffen. Die Gültigkeit der Wahl Urbans VI. ist somit ebenso wenig sicher wie die Ungültigkeit der Wahl Clemens’ VII.

## Obödienzen
|  |

Nach der Wahl Clemens’ VII. begann sich die abendländische Christenheit in Obödienzen (von lat. oboedientia „Gehorsam“) zu zerspalten. Frankreich, Schottland und Spanien erklärten Clemens VII. zum rechtmäßigen Papst. Das deutsche Reich war uneins, aber Kaiser Karl IV. und sein Nachfolger Wenzel unterstützten Urban VI., ebenso England, Ungarn und weitere Territorien. Für die Fürsten war die Spaltung ein ungemeiner taktischer Vorteil: Der Papst war im Mittelalter ein wichtiger Faktor im europäischen Machtgefüge, von dessen Segen oft die Legitimation der Herrscher abhing. Durch das System der Obödienzen wurde der jeweilige Papst erpressbar: Der Fürst konnte immer drohen, im Falle des Widerspruchs einfach die Obödienz zu wechseln. Dieser Nutzen drohte auch, das entstandene System zu zementieren. Die beiden Päpste und ihre jeweiligen Nachfolger mussten sich wohl oder übel auf ein Machtspiel einlassen, das die moralische Autorität des Papsttums zu untergraben drohte.

## Bemühen um Einheit
Ungeachtet der politischen Nutzen wurde das Schisma als Skandal empfunden. Es wurden daher von Anfang an erhebliche Anstrengungen unternommen, die Kircheneinheit zurückzugewinnen. Dazu gab es verschiedene Möglichkeiten:
- erstens die militärische Lösung (via facti): Die Beilegung von Machtstreitigkeiten mit Waffengewalt war im Mittelalter nichts Ungewöhnliches. Tatsächlich kam es zwischen den Obödienzen zu zahlreichen kleineren und größeren Gefechten, ohne jedoch einer Partei wirklich einen Vorteil zu verschaffen.

Die Pariser Universität, die damals anerkannteste und berühmteste Bildungseinrichtung des Abendlands, schlug schließlich drei weitere Möglichkeiten vor:
- eine freiwillige Abdankung (via cessionis)
- die Unterwerfung unter ein Schiedsgericht (via compromissi) und
- die Entscheidung durch ein allgemeines Konzil (via concilii).[6]

### Ruf nach einem Konzil
Die Einberufung eines allgemeinen Konzils erschien den Zeitgenossen am erfolgversprechendsten, so dass der Ruf danach immer lauter wurde. In Savona kam es 1407 zu Verhandlungen zwischen beiden Obödienzen. Das Kardinalskollegium trennte sich daraufhin nicht. Im Juni 1407 trafen sich 13 von ihnen in Livorno. Dort entschieden sie für den 25. März 1409 ein Konzil nach Pisa einzuberufen. Das war wiederum revolutionär: Noch nie war ein allgemeines Konzil der Gesamtkirche von einem Kardinalskollegium einberufen worden, ohne Rücksprache mit Papst oder Kaiser. Die Initiative war durchaus nicht selbstverständlich. Die Kirche des Mittelalters war in ihrer Organisation stark juridisch geprägt. Über die Frage, wer in dem vorliegenden Fall überhaupt die Entscheidungskompetenz haben könnte, fand daher eine breite Debatte unter Theologen und Kirchenrechtlern statt.
Aufgrund der Einflussnahme des Kaisertums auf die Besetzung des römischen Bischofsstuhls hatten die Päpste durch Rechtsfortbildung ihre eigene Position im Verfassungsgefüge der Kirche immer weiter verstärkt, vor allem unter den Päpsten Gregor VII. und Bonifaz VIII. Um den Einfluss des Kaisers auszuschalten, sollte der Papst von gar keiner weltlichen Autorität mehr gerichtet werden können (prima sedes a nemine iudicatur). Allerdings hatte man eine Tür offengelassen: Ein in Häresie oder Geisteskrankheit gefallener Papst ginge seines Amts verlustig, die Entscheidung darüber fiel dem allgemeinen Konzil zu. Das Problem aber war bei diesem Lösungsansatz, dass sich – anders als im Orient – die Verfassung des Konzils in der Westkirche im zweiten Jahrtausend geändert hatte. Konzilien wurden nicht mehr vom Kaiser einberufen, sondern vom Papst. Ein Konzil ohne Papst erschien demgemäß undenkbar.
Um solchen Unsicherheiten hinsichtlich der Legitimation eines Konzils aus dem Weg zu gehen, versuchte man über 30 Jahre, das Schisma auf andere Weise zu beenden. Erst als sich dies als fruchtlos erwies, kam es doch zur Einberufung des Konzils durch Kardinäle. Nicht nur die Tatsache einer Einberufung durch Kardinäle an sich war problematisch, sondern auch, dass so oder so ein Teil der Kardinäle einer falschen Obödienz angehörte und damit illegitim war.
Indes stieß die Initiative auf breite Zustimmung: Über 600 Kleriker nahmen am Konzil teil. Die parallel einberufenen Konzilien der beiden Päpste Gregor XII. (römische Obödienz, in Cividale) und Benedikt XIII. (Avignoner Obödienz, in Perpignan) hatten nicht annähernd so viele Teilnehmer. Die überwiegende Zustimmung des Klerus zum Konzil in Pisa isolierte die beiden Päpste auf Dauer.

### Konzil von Pisa
Das Konzil markierte den sichtbaren Aufstieg des Konziliarismus, also der Theorie, dass das allgemeine Konzil über dem Papst steht und auch über diesen richten dürfe. Entsprechende Vorüberlegungen hatten Theologen wie Marsilius von Padua, Michael von Cesena und Wilhelm von Ockham schon während des so genannten Armutsstreits zwischen Franziskanern und Papst Johannes XXII. gemacht.
Das Konzil erklärte, ein rechtmäßiges, allgemeines Konzil der Gesamtkirche zu sein. Es zitierte die beiden Päpste Gregor XII. und Benedikt XIII. nach Pisa und machte ihnen nach deren Weigerung einen förmlichen Ketzerprozess als hartnäckige Schismatiker. Dazu erklärte es selbst, dass das hartnäckige Verharren im Schisma wegen der damit verbundenen Spaltung der Kirche nur als Häresie gewertet werden könne. Damit war die entscheidende Grundlage für das weitere Vorgehen geschaffen. Am 5. Juni 1409 setzte das Konzil die beiden Päpste schließlich ab. Zum Nachfolger wählte das Konzil am 24. Juni Alexander V.
Damit war das Schisma allerdings nicht beendet: Weil Benedikt XIII. und Gregor XII. auf ihren Ansprüchen beharrten, gab es nunmehr statt zweier Obödienzen derer drei. Damit war das Konzil formal ein Misserfolg. Doch die Obödienzen der abgesetzten Päpste waren nach Pisa stark geschrumpft, die wichtigsten Mächte (außer Spanien, das bei Benedikt XIII. blieb) bekannten sich zu Alexander V. und dessen Nachfolger, Johannes XXIII. Der Weg des Konzils hatte sich als erfolgversprechend erwiesen und sollte erneut beschritten werden.

## Konzil von Konstanz
1414 wurde in Konstanz ein neuer Versuch unternommen, das Schisma endgültig zu überwinden. Seine Einberufung und sein Erfolg in dieser Frage sind vor allem ein Verdienst des deutschen Königs Sigismund, der dem unwilligen Johannes XXIII. die Zustimmung zum Konzil abrang. Sigismund sorgte durch Vorverhandlungen auch dafür, dass das Konzil durch Beschickung möglichst vieler Teilnehmer aus allen Teilen der Kirche eine breite Legitimation genoss.
Johannes XXIII. erwartete vom Konzil, in seinem Amt bestätigt zu werden. Da die Mehrheit der Teilnehmer nunmehr Italiener waren und diese weitgehend mit Gregor XII. gebrochen hatten, waren seine Aussichten eigentlich gut. Doch auf dem Konzil wurde nach kurzer Zeit eine ungewöhnliche Reform des Stimmrechts unternommen: Fortan galt nicht mehr das Prinzip ein Teilnehmer, eine Stimme, sondern es wurde nach Nationen abgestimmt, wobei jede Nation nur eine Stimme haben sollte. Vorbild für diese Regelung waren die Universitäten, deren Professoren (vor allem aus Paris) auf dem Konzil einen großen Einfluss ausübten. Damit hatten die Italiener nur noch eine Stimme, die gegen die drei anderen Nationen England, Deutschland und Frankreich sowie die des Kardinalskollegiums stand.
Unter den anderen Nationen war Johannes XXIII. nicht wohlgelitten. Die führenden Köpfe des Konzils waren die Kardinäle Petrus von Ailly, Guillaume Fillastre, Francesco Zabarella und der Pariser Universitätsrektor Jean Gerson. Diese überzeugten das Konzil, dass eine Lösung nur darin bestehen konnte, alle drei Päpste abzusetzen und einen neuen, von allen anerkannten Papst zu wählen. Als Johannes XXIII. diese Strategie erkannte und zudem fürchten musste, dass man ihm wegen früherer Fehltritte den Prozess machen könnte, floh er am 20. März 1415 aus der Stadt. Dadurch geriet das Konzil in eine schwere Krise, denn ohne den Papst, der zudem noch größere Teile seines Anhangs mitgenommen hatte, drohte der Verlust der Legitimität.
Als Retter der Situation erwies sich abermals Sigismund, der in der Stadt verkünden ließ, das Konzil sei keineswegs aufgelöst, sondern werde fortgesetzt. Das Konzil erklärte nunmehr, dass es, falls das Wohl der Kirche es erforderte, die päpstliche Vollgewalt einschränken dürfe. Die Hoheit des Konzils über den Papst wurde am 6. April 1415 mit dem Dekret Haec sancta festgeschrieben. Es bildete in der Folge die Magna Charta des Konziliarismus, bezog sich aber zunächst nur auf die Kirchenversammlung von Konstanz (Haec sancta synodus … = Diese heilige Synode …). Johannes XXIII. wurde von Sigismunds Truppen verhaftet und zurück nach Konstanz gebracht, wo ihm der Prozess gemacht wurde. Am 29. Mai 1415 erfolgte seine Absetzung.

### Abdankung Gregors XII. und Absetzung Benedikts XIII.
Nach Johannes XXIII. musste das Konzil sich mit den beiden anderen Päpsten beschäftigen. Gregor XII., bereits über 80 Jahre alt, lenkte bald ein. Er erkannte das Konzil von Konstanz als legitimes Konzil der Kirche an und ließ durch den Legaten Giovanni Dominici seine Abdankung erklären. Damit war sichergestellt, dass seine Obödienz dem in Konstanz zu wählenden Papst folgen würde.
Benedikt XIII., der inzwischen in Perpignan residierte, erklärte sich zwar zu einer Abdankung grundsätzlich bereit, knüpfte daran jedoch Bedingungen wie die Verlegung des Konstanzer Konzils, die ihm nicht bewilligt wurden. Daraufhin hielt er seinen Anspruch aufrecht und floh nach Peñíscola. Sigismund erreichte aber, dass ihm die spanischen Königreiche die Unterstützung entzogen und als fünfte Konzilsnation nach Konstanz kamen. Damit war Benedikt XIII. endgültig isoliert. Wegen Verweigerung der Abdankung wurde ihm der Prozess gemacht, am 26. Juli 1417 wurde er abgesetzt erklärt.

### Ende des Abendländischen Schismas
Nach der Absetzung bzw. Abdankung der drei Päpste war der Weg frei für eine Neuwahl. Das in Konstanz versammelte Kardinalskollegium erklärte sich bereit, an der Wahl auch Vertreter der Nationen zuzulassen. Am 8. November 1417 begann die Papstwahl, an der 53 Wähler teilnahmen. Sie entschieden sich am 11. November für den Italiener Oddo di Colonna, der sich nach dem Tagesheiligen Martin von Tours den Namen Martin V. gab. Damit hatte die Kirche wieder einen von nahezu allen katholischen Mächten anerkannten Papst.
Eine Ausnahme bildete noch die Krone von Aragonien, die weiterhin ihrem Landsmann Benedikt XIII. die Treue hielt. Dieser residierte nun in Peñíscola und betrachtete sich bis zu seinem Tod am 10. Juni 1423 weiterhin als legitimer Papst. Nach einer diplomatischen Einigung zwischen Rom und Aragonien im Jahr 1429 erkannten die verbliebenen Parteigänger von Benedikts Nachfolger Clemens VIII. das Pontifikat Martins V. an.